# 국도 제31호선 (일본)
국도 제31호선(일본어: 国道31号)은 히로시마현의 아키군 가이타정과 구레시를 잇는 일본의 일반 국도이다.